# Levy Fürstenberg
 Levy Fürstenberg, född 21 juni 1796 i Fürstenberg, Tyskland, död 23 augusti 1860 i Göteborg, var en grosshandlare och fabrikör i Göteborg.

## Biografi
Fürstenbergs far Abraham Levin invandrade till Stockholm 1805 och fann sysselsättning som kattunstryckare och kyrkoportvakt. Sonen Levy flyttade till Göteborg och fick 1823 burskap som minuthandlare. Han grundade 1833 firman L. Fürstenberg & Co. med en fabrik, som fick namnet Oscarsdal, på Stampen där man tillverkade schalar och andra vävnader samt bedrev färgeri. Verksamheten kom att utvecklas till en fullskalig grosshandlarverksamhet med försäljning av hel- och halvyllevaror, schalar, dukar och strumpor av egen tillverkning. 
Han gifte sig med Rosa Warburg (1799-1874) från den prominenta släkten Warburg och fick tillsammans med henne tio barn. Efter Fürstenbergs död 1860 drevs rörelsen vidare av änkan Rosa Fürstenberg och sönerna Pontus, Axel och Simon. 
Sonen Pontus kom senare att bli känd som en av Sveriges största konstmecenater och filantroper i sin tid.